# اسماعيلي العليا (اسماعيلي كرمان)
اسماعیلي العلیا (بالفارسية: اسماعیلی علیا) هي قرية تقع في إيران في ناحية إسماعيلي. يقدر عدد سكانها بـ 303 نسمة بحسب إحصاء 2016.